# Bettina Holzhausen
Bettina Holzhausen (* 1966 in Zürich) ist eine in Zürich lebende Tänzerin, Choreografin und Tanzvermittlerin.

## Ausbildung
Tanzausbildung 1986/87 an der Vorbühne der Tanzgruppe Movers, von 1987 bis 1989 im Ballettatelier Elena della Croce in Zürich und 1989 an der London School of Contemporary Dance; Weiterbildung in Berlin, Paris und New York. Diplomierte Tanzpädagogin Schweizerischer Bund für Tanz und Gymnastik SBTG in zeitgenössischem Tanz und Ballett. Studium der Behindertenpädagogik und Germanistik an der Universität Zürich (1989–92). Studium an der Universität Leeds UK; Master in Theatre and Development (2004/05).

## Künstlerische Stationen
Bettina Holzhausen gründete im Jahr 1992 die compagnie n'est-ce pas. Unter diesem Namen erarbeitete sie abendfüllende Produktionen und kürzere Stücke, Tourneen in der Schweiz und Europa. Sie erhielt Jahressubvention der Stadt Zürich in den Jahren 1997 und 1998.
Sie realisierte Gastchoreografien für die Lettische Kulturakademie Riga (2000 & 2002), Olga Zitluhina Dance Company Riga (2003), Attakkalari Centre Bangalore in Indien (2003), Companhia Nacional de Canto e Dança in Mosambik (2003 & 2004) und Leipziger Tanztheater (2007), Theaterfabrik Gera (2008), Tanztheater Dritter Frühling Zürich (2010, 2011, 2021), Noches Merlinas in Merlo, San Luis / Argentinien (2019).
Teilnahme an verschiedenen kollektiven Projekten. U.a. Zusammenarbeit mit den Choreografen Fiona Millward (UK), Olga Zitluhina (LV), Rossen Mihailov (BU) und Zoltan Nagy (HU) im European Travelling Project 1999–2001: "Postcards to the 21st century".
Künstlerische und administrative Leitung von Tanzhaus Zürich (1999 / 2000). Assistentin von Meg Stuart / Damaged Goods für "Alibi" (2001) am Schauspielhaus Zürich. Künstlerische Leitung und Projektmanagement von stromereien Performance Festival Zürich 2001 / 03 / 05 / 07 / 09 / 11. Koordination Schweiz und Zürich der Aktion zum Tag des Tanzes, heute Das Tanzfest: 2006, 2007 und 2008 (dastanzfest.ch). Verantwortliche für Öffentlichkeitsarbeit am Theaterhaus Gessnerallee in Zürich (2007/08). 2010/11 Projektleitung des Bereichs Vermittlung von Reso-Tanznetzwerk Schweiz.

## Werke u.a.
- 1993: Ich sass dann da...
- 1993: Nur nicht mit den Füssen
- 1994: Nachtschatten
- 1995: Carré Blanc
- 1996: Framed Life
- 1997: Kopf oder Zahl
- 1998: Mother Tongue
- 1999: Capriccio
- 2000: Postcards to the 21st century
- 2001: Invisble me
- 2004: Here and now?[13]

## Pädagogische Stationen
Bettina Holzhausen unterrichtet an verschiedenen Institutionen in der Schweiz (u. a. Berufswahlschule der Stadt Zürich, Tanzhof Akademie Winterthur, ZTTS, Tanzhaus Zürich, ZHdK, Tanzwerk 101) und im Ausland: Lehrtätigkeit und Workshops an Universitäten in Buenos Aires (UNA und Rojas) und Cordoba, Jujuy, Catamarca (Argentinien), an der Nationalen Ballettschule und Ballet Arabesque in Sofia / Bulgarien, am Attakkalari Centre for Movement Arts in Bangalore / Indien, an der Northern School of Contemporary Dance in Leeds / UK sowie Kompanietraining der Companhia Nacional de Canto e Dança CNCD und verschiedene Workshops in Maputo / Mosambik. Capacity-building Workshop für traditionelle Tänzer und Musiker der nördlichen Provinzen Mosambiks. Seit 1998 ist Bettina Holzhausen regelmässige Gastdozentin an der Lettischen Kulturakademie in Riga. 2018 war sie Co-Leiterin des Internationales Praxisprojekt „Kunst, Konflikt & Kooperation“ der Hochschule der Künste Bern HKB in Jordanien.
Basierend auf Feldforschungen in Mosambik verfasste sie 2003 eine Studie über traditionelle Tanzgruppen in Nordmosambik und 2006 eine zweite Studie über Jugendkultur und die Situation der Jugend in ländlichen Gebieten Mosambiks für das Departement für Entwicklungszusammenarbeit DEZA in Bern.
Seit 2012 ist Bettina Holzhausen am Opernhaus Zürich für das Vermittlungsprogramm des Balletts Zürich zuständig. Unter anderem realisiert sie Tanzstücke mit Jugendlichen zu Themen, die auch auf der Ballettbühne stattfinden.

## Auszeichnungen
- Werkjahr für Tanz 1995 des Präsidialdepartements der Stadt Zürich.

## Stipendien
- 1995  Stipendium für Choreografie, Societé Suisse des Auteurs[14]
- 1997  Teilnahme am International Choreographers Residency Program, American Dance Festival ADF[15]
- 1997  Aufenthalt im Liguria Study Center Bogliasco/Italien, Bogliasco Foundation[16],
- Atelieraufenthalt Gästeatelier Krone Bangalore/Indien